# Campionati mondiali di sollevamento pesi 2018 - 55 kg maschile
Le gare di sollevamento pesi della categoria fino a 55 kg maschile — pesi mosca — dei campionati mondiali del 2018 si sono svolte dal 1ª al 2 novembre 2018 ad Aşgabat presso la Weightlifting Arena dell'Aşgabat Olympic Complex.
Teerapat Chomchuen, che aveva stabilito il record mondiale nello strappo non concludendo la gara nello slancio, venne squalificato per diciotto mesi – dal dicembre del 2018 al giugno del 2020 – per utilizzo di sostanze proibite.

## Programma
L'orario indicato corrisponde a quello turkmeno (UTC+05:00)
| Data             | Orario | Evento   |
| ---------------- | ------ | -------- |
| 1º novembre 2018 | 14:30  | Gruppo B |
| 2 novembre 2018  | 19:55  | Gruppo A |

## Medagliati
Per ciascun esercizio, i primi tre classificati sono i seguenti:
| Esercizio | Oro         | Oro    | Argento       | Argento | Bronzo           | Bronzo |
| --------- | ----------- | ------ | ------------- | ------- | ---------------- | ------ |
| Strappo   | Om Yun-chol | 120 kg | Arli Chontey  | 120 kg  | Josué Brachi     | 115 kg |
| Slancio   | Om Yun-chol | 162 kg | Lại Gia Thành | 142 kg  | Angel Rusev      | 140 kg |
| Totale    | Om Yun-chol | 282 kg | Arli Chontey  | 258 kg  | Mirco Scarantino | 252 kg |

## Record
Prima di questa competizione, i record mondiali esistenti erano i seguenti:
| Record mondiale | Strappo | Mondiale standard | 135 kg | — | 1º novembre 2018 |
| Record mondiale | Slancio | Mondiale standard | 161 kg | — | 1º novembre 2018 |
| Record mondiale | Totale  | Mondiale standard | 293 kg | — | 1º novembre 2018 |

## Risultati
| Pos. | Atleta                       | Gr. | Peso atleta | Strappo (kg) | Strappo (kg) | Strappo (kg) | Strappo (kg) | Slancio (kg) | Slancio (kg) | Slancio (kg) | Slancio (kg) | Totale   |
| Pos. | Atleta                       | Gr. | Peso atleta | 1            | 2            | 3            | Pos.         | 1            | 2            | 3            | Pos.         | Totale   |
| ---- | ---------------------------- | --- | ----------- | ------------ | ------------ | ------------ | ------------ | ------------ | ------------ | ------------ | ------------ | -------- |
|      | Om Yun-chol (PRK)            | A   | 54.90       | 120          | 125          | 128          |              | 155          | 162          | 162          |              | 282      |
|      | Arli Chontey (KAZ)           | A   | 54.81       | 115          | 118          | 120          |              | 135          | 138          | 138          | 5            | 258      |
|      | Mirco Scarantino (ITA)       | A   | 54.90       | 110          | 113          | 116          | 5            | 136          | 138          | 139          | 4            | 252      |
| 4    | Kim Young-ho (KOR)           | A   | 54.88       | 114          | 118          | 118          | 4            | 136          | 137          | 137          | 6            | 251      |
| 5    | Josué Brachi (ESP)           | A   | 54.86       | 115          | 118          | 118          |              | 135          | 138          | 139          | 7            | 250      |
| 6    | Angel Rusev (BUL)            | A   | 54.84       | 103          | 108          | —            | 7            | 130          | 135          | 140          |              | 248      |
| 7    | Sergio Massidda (ITA)        | B   | 54.81       | 105          | 105          | 110          | 8            | 126          | 126          | 131          | 8            | 236      |
| 8    | Muammer Şahin (TUR)          | B   | 55.00       | 110          | 114          | 114          | 6            | 120          | 125          | 128          | 9            | 235      |
| 9    | Thada Somboon-uan (THA)      | B   | 54.76       | 101          | 101          | 101          | 10           | 120          | 123          | 126          | 10           | 224      |
| 10   | Leonardo Guzmán (MEX)        | B   | 54.44       | 100          | 103          | 106          | 9            | 120          | 124          | 125          | 11           | 223      |
| —    | Lại Gia Thành (VIE)          | A   | 54.72       | 116          | 116          | 116          | —            | 139          | 142          | 147          |              | —        |
| —    | Kwak Un-bom (PRK)            | A   | 54.91       | 113          | 113          | 113          | —            | —            | —            | —            | —            | —        |
| DSQ  | Teerapat Chomchuen (THA)     | A   | 54.63       | 105          | 105          | 105          | —            | 133          | 136          | 141          | —            | —        |
| —    | Éric Andriantsitohaina (MAD) | B   | ritirato    | ritirato     | ritirato     | ritirato     | ritirato     | ritirato     | ritirato     | ritirato     | ritirato     | ritirato |
| —    | Isuru Dilanka (SRI)          | B   | ritirato    | ritirato     | ritirato     | ritirato     | ritirato     | ritirato     | ritirato     | ritirato     | ritirato     | ritirato |